# Тальха ибн Убайдуллах
Абу́ Мухаммад Та́льха ибн ‘Убайдулла́х аль-Кураши (араб. طلحة بن عبيد الله‎; 595, Мекка — 656, Басра) — один из первых мусульман и ближайших сподвижников пророка Мухаммада. Один из десяти «обрадованных вестью о рае» (аль-ашара аль-мубашшарун).

## Биография
Его полное имя: Тальха ибн ‘Убайдуллах ибн ‘Усман ибн ‘Амр ибн Ка‘б ибн Са‘д ибн Таим ибн Мурра ат-Тайми аль-Кураши. Происходил из рода Тайм ибн Мурра племени курайш и, таким образом, был родственником Абу Бакра, но был лет на двадцать моложе него. Вместе они были известны как «два товарища» (к̣ари́на́н). Согласно распространенному мнению, они были названы так потому, что во время преследований первых мусульман их когда-то связывали одной веревкой. Согласно другой версии, отец молодого Тальхи сделал его близким соратником Абу Бакра. Мать Тальхи, ас-Са‘ба — дочь Абдуллаха ибн ‘Имада аль-Хадрами, соратника Харба ибн Умаййи.
Считается, что он был одним из первых восьми обращенных в ислам, из-за чего ему пришлось вступить в конфликт с семьей и соплеменниками. По его собственному признанию, находясь в Бусре, один из монахов сообщил ему о приходе последнего пророка. После поспешного возвращения в Мекку он был представлен Абу Бакром Мухаммаду и принял ислам. Он продолжал вести караванную торговлю в Сирии и не присоединялся к эмиграции в Абиссинию. Во время хиджру Мухаммеда и Абу Бакра он встретил их по пути из Сирии в аль-Харраре. Он предоставил им одежду и информацию о мусульманах в Медине. Затем он отправился в Мекку и сопровождал в Медину семью Абу Бакра, в том числе ‘Аишу. Перед битвой при Бадре пророк Мухаммад послал его вместе с Са‘идом ибн Зайдом следить за мекканским караваном. Хотя они оба не присутствовали на битве, но оба всё же получили свою долю добычи. В битве при Ухуде он очень отличился, лично защищая Пророка. Он убил двух мекканцев и получил многочисленные ранения, одно из которых парализовало один или два пальца. За проявленное мужество в этой битве пророк Мухаммад обрадовал его вестью о рае. Он участвовал во всех последующих кампаниях и сражениях Пророка.
После смерти пророка Мухаммада Тальха поддержал своего родственника Абу Бакра. Отдельные сообщения Ибн Исхака и других историков, сообщавших, что он изначально остался с ‘Али и отказался присягнуть Абу Бакра, ненадежны. Он принял участие в битве при Зу-ль-Кассе, которая открыла войну с вероотступниками. Перед смертью халиф ‘Умар назначил его одним из шести избирателей и кандидатов на должность халифа. Однако, его не оказалось в Медине и он не смог принять участие в выборах. Когда Тальха прибыл в Медину, он выразил свое недовольство по поводу его исключения из выборов, отметив, что он не был тем, чей голос можно было бы игнорировать. ‘Усман, как сообщается, предложил уйти в отставку, чтобы провести новые выборы, но Тальха, выразив свое мнение, пообещал ему свою верность.
Старший сын Тальхи, Мухаммад, также был убит в Верблюжьей битве. Муса, который выжил в битве, был помилован халифом Али, который позволил ему завладеть огромным богатством Тальхи, включая земельные владения в Ираке и Сарат в Аравии. Из ранних сподвижников Пророка богаче Тальхи был, разве что, халиф Усман. Подобно Усману, он описан как щедрый благодетель ранней мусульманской общины. Дочь Тальхи — ‘Аиша — была одной из самых известных арабских женщин.
В Басре строится мавзолей Тальхи ибн Убайдуллаха.